# Schauspielhaus Salzburg
Das Schauspielhaus Salzburg ist das größte freie Ensembletheater Österreichs.

## Geschichte
Gebaut werden die Räume der Elisabethbühne im Jahr 1932. Geplant ist ein Kirchenkomplex, der jedoch nach Errichtung der „Unterkirche“ eingestellt wird. In dieser Unterkirche wird zunächst ein Kino installiert, das bis Anfang der 40er-Jahre in Betrieb ist. Die Kirche darüber wird dann tatsächlich in den 50er Jahren errichtet. Ins ehemalige „Plainkino“ übersiedelt der künstlerische Leiter, vormals Opernsänger der Hamburger Staatsoper, Georges Müller, mit seiner 1958 gegründeten Kolpingbühne. Die Theatergruppe gibt sich den Namen Elisabethbühne. Was sie von anderen Amateuren in der Stadt Salzburg unterscheidet: sie spielen anspruchsvolle Stücke der Weltliteratur und verfügen über eine handvoll ausgebildeter Schauspieler. Das Theater ist noch nicht organisiert, zur ersten Vereinsgründung kommt es erst im Februar 1967. (Gründungsteam: Pfarrer Wesenauer, Georges Müller, Norbert Amanshauser, Gerda de Vries, Georg Bartik, Wolfgang Mayr) Unter den Schauspielern sind auch der junge Branko Samarovski, Georges und Peter Kern, Karl Kintsberger, Raimund Kranzer, Rosemarie Landsmann, Margit Lindbichler, Eva Weißkirchner, Hans Helmut Wimmer und Ingrid Zabransky.
1973 übernahm der Luxemburger Georges Ourth, Schauspieler und Regisseur am Salzburger Landestheater, die künstlerische Leitung.
Die Umsiedlung in den Salzburger Stadtteil Nonntal erfolgte in der Saison 1995/1996. Seither ist das Schauspielhaus in dem historischen Gebäude „Petersbrunnhof“ beheimatet.
Nach dem Tod von Georges Ourth übernahm Renate Rustler-Ourth, seit 1970 Ensemblemitglied und später auch Regisseurin, die künstlerische Leitung, 1998 wird sie die gesamtverantwortliche Direktorin. Im Jahr 1996 stieg Robert Pienz als Spielleiter in die künstlerische Leitung des Schauspielhauses Salzburg ein und realisierte zahlreiche Inszenierungen. Robert Pienz ist seit 2003 geschäftsführender Intendant am Schauspielhaus Salzburg. Mit der Saison 2004/2005 erfolgt die Umbenennung von Elisabethbühne in „Schauspielhaus Salzburg“.
Das Schauspielhaus Salzburg ist mit ca. 70 ganzjährig beschäftigten Mitarbeitern, rund 60.000 Besuchern jährlich und 10 bis 14 Eigenproduktionen das größte freie Theater Österreichs. Der Spielplan des Salzburger Theaters spannt den Bogen von der Antike über die Klassik bis zur Gegenwart. Einen speziellen Fokus bilden Ur- und Erstaufführungen sowie Theater für junges Publikum. Generell liegt dem Haus das Interesse der jungen Generation sehr am Herzen, neben Kinder- und Jugendproduktionen, fördert das Haus Jugendliche durch diverse theaterpädagogische Projekte. Neben dem Spielbetrieb unterhält das Schauspielhaus Salzburg eine eigene Schauspielschule. Im Rahmen der Ausbildung bemüht sich das Schauspielhaus Salzburg um die Förderung junger Künstler.
Im Jänner 2024 wurde der geschäftsführende Intendant Robert Pienz vom Vorstand des Trägervereins wegen zunehmender Differenzen freigestellt. Ab der Spielzeit 2025/26 bilden Alexander Kratzer und Sophia Aurich die künstlerische Direktion.

## Petersbrunnhof in Salzburg

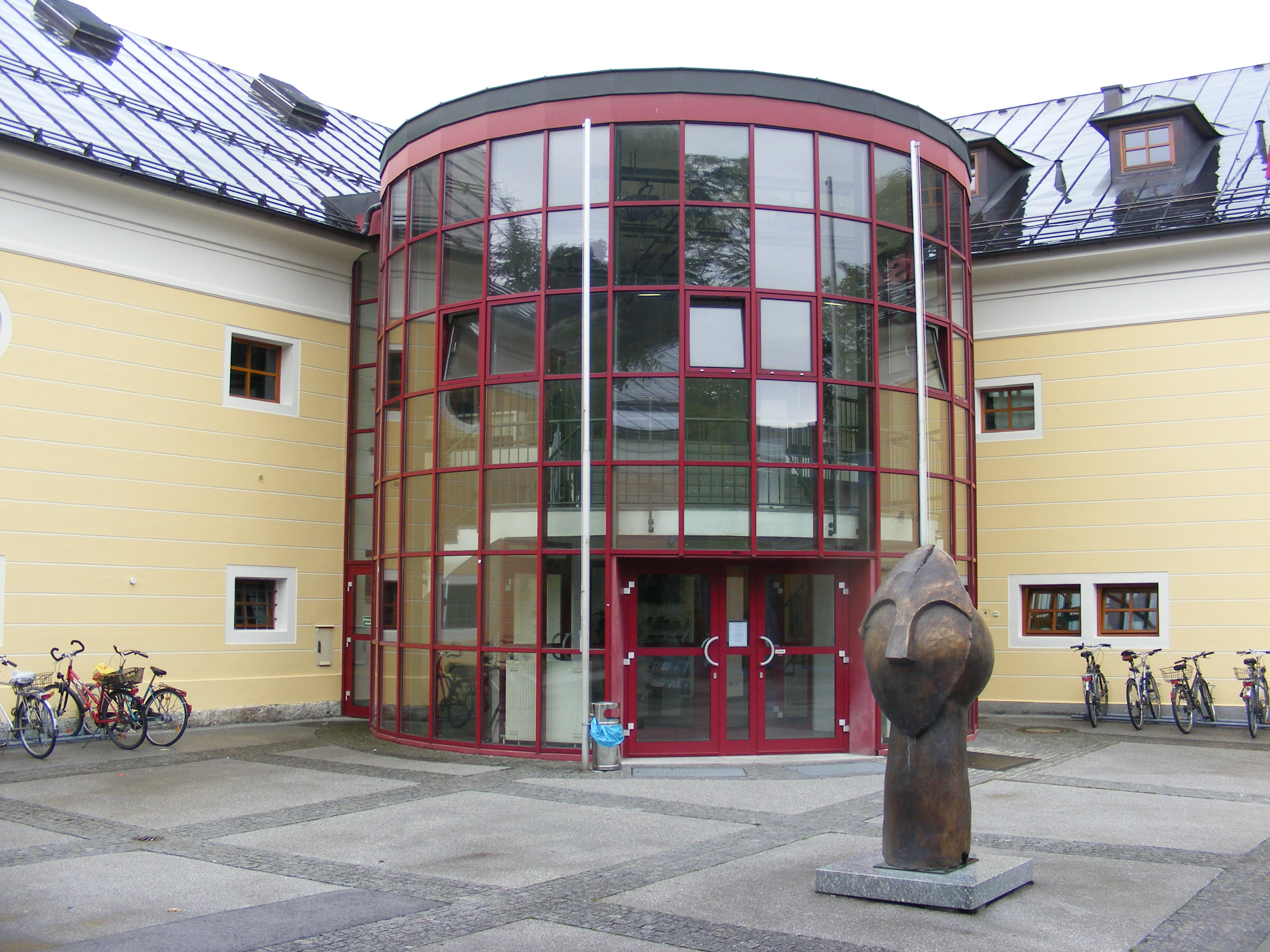
Petersbrunnhof

Das Theater befindet sich im Petersbrunnhof in Salzburg, einem ehemaligen Gutshof des Stiftes St. Peter im Salzburger Stadtteil Nonntal, direkt unter der Festung im südlichen Zentrum der Stadt. Dieses historische Gebäude, dessen Ursprünge bis ins Mittelalter zurückreichen, wurde vor einigen Jahren durch das Land Salzburg großzügig renoviert und mit modernster Theatertechnik ausgestattet. Das klassische Gewölbe im Säulenfoyer bietet nicht nur als Pausenraum, sondern vor allem auch für Lesungen, Vernissagen, Ausstellungen und stimmungsvolle Feiern aller Art ein wunderbares Ambiente. In den historischen Räumlichkeiten befindet sich die Theatergastronomie „Mephisto“.
Aus dem Schauspielhaus Salzburg gingen Schauspieler wie Mercedes Echerer, Harald Krassnitzer, Michaela Merten und Branko Samarovski hervor.

## Partnerschaften
Das Schauspielhaus Salzburg ist Mitglied im Dachverband Salzburger Kulturstätten.